# Алогрудый астрильд
Алогрудый астрильд (лат. Brunhilda charmosyna) — вид птиц семейства вьюрковых ткачиков (Estrildidae).

## Описание
Длина тела достигает 12 см. У самцов верхняя часть головы и спина серые, красноватые в разной степени в зависимости от подвида. Лоб светлее и может быть почти беловатым. Спинка темная с поперечными полосами. Надхвостья ярко-красные. Хвост чёрный. «Поводья», область вокруг глаз и бока головы черные. Чёрный цвет на подбородке при этом либо полностью отсутствует, либо проявляется только в виде пятна. Самки лишь незначительно отличаются от самцов. У них обычно немного меньше красного в оперении.
Живут парами или небольшими группами. Гнездо большое, грушевидной формы.

## Распространение
Обитают в Восточной Африке на территории Эфиопии, Кении, Сомали, Южного Судана и Танзании, где они являются обычными птицами. Общую площадь ареала оценивают в 1,7 млн кв. км.

## Подвиды
Выделяют два подвида:
- B. c. charmosyna  (Reichenow, 1881)
- B. c. kiwanukae  ((Van Someren, 1919)

Представители вида являются объектами торговли птицами.